# Јапански ловачки асови у Другом светском рату
Следи списак јапанских ловачких асова из периода Другог светског рата

## Ловачки асови

### Пилоти са више од 50 ваздушних победа
- Хирођоши Нишизава, 87 ваздушних победа
- Шигео Фукумото, 72 ваздушне победе
- Шо-ичи Сугита, 70 ваздушних победа
- Тецузо Ивамото, 66 ваздушних победа
- Сабуро Сакаи, 64 ваздушних победа
- Хоримичи Шинохара, 58 ваздушних победа
- Такео Окумура, 54 ваздушних победа
- Сатоши Анабуки, 51 ваздушна победа

### Пилоти са више од 20 ваздушних победа
- Ђохеи Хиноки, 45 ваздушних победа
- Јошихико Накада, 45 ваздушних победа
- Суми Камито, 40 ваздушних победа
- Мицујоши Таруи, 38 ваздушних победа
- Исаму Сасаки, 37 ваздушних победа
- Тошио Ота, 34 ваздушне победе
- Казуо Сугино, 32 ваздушне победе
- Сада Кога, 31 ваздушна победа
- Јасухиро Курое, 30 ваздушних победа
- Шизуо Ишии, 29 ваздушних победа
- Такејоши Муто, 28 ваздушних победа
- Чијоши Саито, 28 ваздушних победа
- Сада-аки Акамацу, 27 ваздушних победа
- Исаму Хосоно, 27 ваздушних победа
- Ђун-ичи Сасаи, 27 ваздушних победа
- Рикио Шибата, 27 ваздушних победа
- Кенђи Шимада, 27 ваздушних победа
- Гојчи Сумино, 27 ваздушних победа
- Морицугу Канаи, 26 ваздушних победа
- Исаму Кашиде, 26 ваздушних победа
- Такађи Кимура, 26 ваздушних победа
- Хиденори Мацунага, 26 ваздушних победа
- Горо Мијамото, 26 ваздушних победа
- Шого Саито, 26 ваздушних победа
- Горо Фуругори, 25 ваздушних победа
- Томио Ханада, 25 ваздушних победа
- Токујасу Ишизука, 25 ваздушних победа
- Наоши Кано, 25 ваздушних победа
- Кичигоро Харагучи, 24 ваздушне победе
- Сусуму Кађинами, 24 ваздушне победе
- Нобуо Огјиа, 24 ваздушних победа
- Тошиаки Хонда, 23 ваздушних победа
- Шоџи Като, 23 ваздушне победе
- Хитоши Асано, 22 ваздушне победе
- Томори Хасегава, 22 ваздушне победе
- Џозо Ивахаши, 22 ваздишне победе
- Зензабуро Охцука, 22 ваздушне победе
- Сабуро Того, 22 ваздушне победе
- Кацуаку Кира, 21 ваздушна победа
- Морио Мацуи, 21 ваздушна победа
- Наохару Широмото, 21 ваздушна победа

### Пилоти са више од 15 победа
- Јошими Хидака, 20 ваздушних победа
- Терухико Кобајаши, 20 ваздушних победа
- Сабуро Накамура, 20 ваздушних победа
- Масааки Шимакава, 20 ваздушних победа
- Тошио Шиозура, 20 ваздушних победа
- Шигео Сугио, 20 ваздушних победа
- Бунђи Јошијама, 20 ваздушних победа
- Канши Ишикава, 19 ваздушних победа
- Сабуро Кимура, 19 ваздушних победа
- Ки-ичи Нагано, 19 ваздушних победа
- Јођиро Офуса, 19 ваздушних победа
- Канејоши Окано, 19 ваздушних победа
- Накаказу Озаки, 19 ваздушних победа
- Шого Такеучи, 19 ваздушних победа
- Казуши Уто, 19 ваздушних победа
- Буни-чи Јамагучи, 19 ваздушних победа
- Такео Ишии, 18 ваздушних победа
- Такео Като, 18 ваздушних победа
- Масађиро Кавато, 18 ваздушних победа
- Садаму Комачи, 18 ваздушних победа
- Акио Мацуба, 18 ваздушних победа
- Масајуки Накасе, 18 ваздушних победа
- Сабуро Саито, 18 ваздушних победа
- Казуо Шимизу, 18 ваздушних победа
- Такео Танимизу, 18 ваздушних победа
- Јукијоши Вакамацу, 18 ваздушних победа
- Мамору Ханада, 17 ваздушних победа
- Минору Хонда, 17 ваздушних победа
- Кијоши Ито, 17 ваздушних победа
- Кеишу Камихара, 17 ваздушних победа
- Масао Масујама, 17 ваздушних победа
- Јошио Оки, 17 ваздушних победа
- Шоичи Сузуки, 17 ваздушних победа
- Харуо Такаги, 17 ваздушних победа
- Кенђи Такамија, 17 ваздушних победа
- Кунијоши Танака, 17 ваздушних победа
- Кисаку Игараши, 16 ваздушних победа
- Мисао Иноуе, 16 ваздушних победа
- Сусуми Ишихара, 16 ваздушних победа
- Риичи Ито, 16 ваздушних победа
- Кунимичи Като, 16 ваздушних победа
- Кијоми Кацуки, 16 ваздушних победа
- Тамејоши Куроки, 16 ваздушних победа
- Зенђиро Мијано, 16 ваздушних победа
- Мунејоши Мотођима, 16 ваздушних победа
- Бункичи Накаџима, 16 ваздушних победа
- Кунимори Накакарија, 16 ваздушних победа
- Јуши-ичи Накаја, 16 ваздушних победа
- Кијоши Намаи, 16 ваздушних победа
- Мицуо Огура, 16 ваздушних победа
- Рјођи Охара, 16 ваздушних победа
- Масами Шига, 16 ваздушних победа
- Јукио Шимокава, 16 ваздушних победа
- Тора-ичи Такацука, 16 ваздушних победа
- Хидео Ватанабе, 16 ваздушних победа
- Јошихико Јађима, 16 ваздушних победа
- Хјое Јонага, 16 ваздушних победа

### Пилоти са више од 10 победа
- Иватаро Хајава, 15 ваздушних победа
- Томесаку Игараши, 15 ваздушних победа
- Котаро Којае, 15 ваздушних победа
- Шигео Манго, 15 ваздушних победа
- Јошими Минами, 15 ваздушних победа
- Ватару Накамичи, 15 ваздушних победа
- Шигео Нанго, 15 ваздушних победа
- Кенђи Окабе, 15 ваздушних победа
- Мегуму Оно, 15 ваздушних победа
- Кјуширо Отаке, 15 ваздушних победа
- Тошио Сакагава, 15 ваздушних победа
- Еиђи Сеино, 15 ваздушних победа
- Шигеру Шибукава, 15 ваздушних победа
- Мотонари Сухо, 15 ваздушних победа
- Минпо Танака, 15 ваздушних победа
- Сатоши Јошино, 15 ваздушних победа
- Масуаки Ендо, 14 ваздушних победа
- Томио Хирохата, 14 ваздушних победа
- Така-аки Минами, 14 ваздушних победа
- Кођи Мотомура, 14 ваздушних победа
- Нобору Муне, 14 ваздушних победа
- Такеши Ногучи, 14 ваздушних победа
- Џиро Окуда, 14 ваздушних победа
- Хироши Оназаки, 14 ваздушних победа
- Ђукихару Озеки, 14 ваздушних победа
- Тадаши Шоно, 14 ваздушних победа
- Кен-ичи Такахаши, 14 ваздушних победа
- Масао Танигучи, 14 ваздушних победа
- Ичиробеи Јамазаки, 14 ваздушних победа
- Мотоцуна Јошида, 14 ваздушних победа
- Масао Ашида, 13 ваздушних победа
- Мацуо Хагири, 13 ваздушних победа
- Ватари Ханда, 13 ваздушних победа
- Фуџитаро Ито, 13 ваздушних победа
- Киђото Кога, 13 ваздушних победа
- Фуџиказу Коизуми, 13 ваздушних победа
- Маса-ичи Кондо, 13 ваздушних победа
- Тошио Куроива, 13 ваздушних победа
- Шоџи Куроно, 13 ваздушних победа
- Јоширо Кувабару, 13 ваздушних победа
- Хидео Маеда, 13 ваздушних победа
- Масатоши Масузава, 13 ваздушних победа
- Мамото Мацумару, 13 ваздушних победа
- Гитаро Мујазаки, 13 ваздушних победа
- Исаму Мијазаки, 13 ваздушних победа
- Шигетака Омори, 13 ваздушних победа
- Хироши Шибагаки, 13 ваздушних победа
- Такеши Шимизу, 13 ваздушних победа
- Норио Шиндо, 13 ваздушних победа
- Нагао Шираи, 13 ваздушних победа
- Такао Такахаши, 13 ваздушних победа
- Садао Уехара, 13 ваздушних победа
- Акиро Јамамото, 13 ваздушних победа
- Сахеи Јамашита, 13 ваздушних победа
- Кацуми Анма, 12 ваздушних победа
- Јуката Аојаги, 12 ваздушних победа
- Тођоки Ето, 12 ваздушних победа
- Читоши Исозаки, 12 ваздушних победа
- Рјотаро Ђобо, 12 ваздушних победа
- Такео Канамару, 12 ваздушних победа
- Кан-ичи Кашимару, 12 ваздушних победа
- Тецуо Кикучи, 12 ваздушних победа
- Хидео Мијабе, 12 ваздушних победа
- Горо Нишихара, 12 ваздушних победа
- Норицура Одака, 12 ваздушних победа
- Масао Сасакибара, 12 ваздушних победа
- Мицугу Савада, 12 ваздушних победа
- Кијоши Шимизу, 12 ваздушних победа
- Сада-о Јамагучи, 12 ваздушних победа
- Кеисаку Јошимура, 12 ваздушних победа
- Ијозо Фуџита, 11 ваздушних победа
- Сумио Фукуда, 11 ваздушних победа
- Токуро Фукуда, 11 ваздушних победа
- Јошио Фукуи, 11 ваздушних победа
- Хацуо Хидака, 11 ваздушних победа
- Мицуо Хори, 11 ваздушних победа
- Матао Ичиока, 11 ваздушних победа
- Кођи Ишизава, 11 ваздушних победа
- Цутому Иваи, 11 ваздушних победа
- Теизо Канамару, 11 ваздушних победа
- Јошина-о Кодаира, 11 ваздушних победа
- Такајори Кодама, 11 ваздушних победа
- Такеичи Кокубун, 11 ваздушних победа
- Ђаширо Нашигучи, 11 ваздушних победа
- Киђоши Секија, 11 ваздушних победа
- Јошиђиро Ширахама, 11 ваздушних победа
- Хиронођо Шишимото, 11 ваздушних победа
- Еисаку Сузуки, 11 ваздушних победа
- Јошио Вађима, 11 ваздушних победа
- Иширо Јамамото, 11 ваздушних победа
- Тамезо Јамамото, 11 ваздушних победа
- Козабуро Јасуи, 11 ваздушних победа

### Пилоти са више од 5 ваздушних победа
- Кен-ичи Абе, 10 ваздушних победа
- Такахиде Аиои, 10 ваздушних победа
- Џиро Асано, 10 ваздушних победа
- Хикотаи Атаке, 10 ваздушних победа
- Јоширо Хашигучи, 10 ваздушних победа
- Казуо Хаттори, 10 ваздушних победа
- Чуичи Ишикава, 10 ваздушних победа
- Исаму Ишии, 10 ваздушних победа
- Коичи Ивасе, 10 ваздушних победа
- Мацуо Кагемицу, 10 ваздушних победа
- Нобуо Каназава, 10 ваздушних победа
- Томазаку Касаи, 10 ваздушних победа
- Сабуро Китахата, 10 ваздушних победа
- Хохеи Кобајаши, 10 ваздушних победа
- Таро Кобајаши, 10 ваздушних победа
- Осаму Кудо, 10 ваздушних победа
- Сеи-ичи Куросава, 10 ваздушних победа
- Тошио Мацумура, 10 ваздушних победа
- Кагемицу Мацоу, 10 ваздушних победа
- Јошиказу Нагахава, 10 ваздушних победа
- Акијоши Номура, 10 ваздушних победа
- Такао Сакано, 10 ваздушних победа
- Томоказу Сасаи, 10 ваздушних победа
- Секизен Шибајама, 10 ваздушних победа
- Јасухиро Шигемацоу, 10 ваздушних победа
- Токуја Судох, 10 ваздушних победа
- Теруо Сугијама, 10 ваздушних победа
- Шигеру Такахаши, 10 ваздушних победа
- Џиро Танака, 10 ваздушних победа
- Шинсаку Танака, 10 ваздушних победа
- Косуке Цубоне, 10 ваздушних победа
- Ђошито Јасуда, 10 ваздушних победа
- Кацујоши Јошида, 10 ваздушних победа
- Канаме Харада, 9 ваздушних победа
- Такеоми Хајаши, 9 ваздушних победа
- Ичиро Хигашијама, 9 ваздушних победа
- Јошио Хиросе, 9 ваздушних победа
- Ногучи Хисашичи, 9 ваздушних победа
- Акира Ина, 9 ваздушних победа
- Теиго Ишида, 9 ваздушних победа
- Хидео Изуми, 9 ваздушних победа
- Саиђи (Кани) Кађи, 9 ваздушних победа
- Даисуке Канбара, 9 ваздушних победа
- Сеиђи Канда, 9 ваздушних победа
- Широтаро Кашима, 9 ваздушних победа
- Кацуе Като, 9 ваздушних победа
- Кенђи Като, 9 ваздушних победа
- Јутака Кимура, 9 ваздушних победа
- Кенсуи Коно, 9 ваздушних победа
- Шигетоши Кудо, 9 ваздушних победа
- Ђиро Мацуда, 9 ваздушних победа
- Сусуми Мацуки, 9 ваздушних победа
- Јошиђиро Минегиши, 9 ваздушних победа
- Исами Мочизуки, 9 ваздушних победа
- Мицугу Мори, 9 ваздушних победа
- Хидео Моринио, 9 ваздушних победа
- Јошио Накамура, 9 ваздушних победа
- Шигеру Наказаки, 9 ваздушних победа
- Ки-ичи Ода, 9 ваздушних победа
- Макото Огава, 9 ваздушних победа
- Џузо окамото, 9 ваздушних победа
- Шокичи Омори, 9 ваздушних победа
- Ивори Сакаи, 9 ваздушних победа
- Мијоши Шимамура, 9 ваздушних победа
- Тошихиса Ширакава, 9 ваздушних победа
- Ађа-о Ширане, 9 ваздушних победа
- Тошијуки Суеда, 9 ваздушних победа
- Кијонобу Сузуки, 9 ваздушних победа
- Кацутарао Такахаши, 9 ваздушних победа
- Хироши Такигучи, 9 ваздушних победа
- Јамато Такијама, 9 ваздушних победа
- Казу-о Цунода, 9 ваздушних победа
- Тадао Јаманака, 9 ваздушних победа
- Токушиге Јошизава, 9 ваздушних победа
- Ју-ичи Ема, 8 ваздушних победа
- Сачио Ендо, 8 ваздушних победа
- Јуио Ендо, 8 ваздушних победа
- Кураказу Гото, 8 ваздушних победа
- Хитоши Хида, 8 ваздушних победа
- Масао Лизука, 8 ваздушних победа
- Најоуке Ито, 8 ваздушних победа
- Јошио Иваки, 8 ваздушних победа
- Масао Изука, 8 ваздушних победа
- Тадаши Канеко, 8 ваздушних победа
- Консуке Кавахара, 8 ваздушних победа
- Коки Кавамото, 8 ваздушних победа
- Садамицу Кимура, 8 ваздушних победа
- Ђузо Курамото, 8 ваздушних победа
- Ко-ичи Магара, 8 ваздушних победа
- Тојоо Мориура, 8 ваздушних победа
- Казуо Муранака, 8 ваздушних победа
- Кенђи Накагава, 8 ваздушних победа
- Мочифуми Нанго, 8 ваздушних победа
- Шигецуне Нишиока, 8 ваздушних победа
- Цутае Обара, 8 ваздушних победа
- Мисао Окубо, 8 ваздушних победа
- Сатору Оно, 8 ваздушних победа
- Такејоши Оно, 8 ваздушних победа
- Хитоши Сато, 8 ваздушних победа
- Кацума Шигеми, 8 ваздушних победа
- Хироши Сузуки, 8 ваздушних победа
- Каору Такаива, 8 ваздушних победа
- Тадао Таширо, 8 ваздушних победа
- Шинобу Терада, 8 ваздушних победа
- Јошихиса Токуђи, 8 ваздушних победа
- Ко Цучија, 8 ваздушних победа
- Мицуо Јамато, 8 ваздушних победа
- Кенђи Јанагија, 8 ваздушних победа
- Шигеру Јано, 8 ваздушних победа
- Хирођи Јошихара, 8 ваздушних победа
- Мицузо Асаи, 7 ваздушних победа
- Дзиро Чоно, 7 ваздушних победа
- Јонесуке Фукујама, 7 ваздушних победа
- Хироши Гоми, 7 ваздушних победа
- Фусата Лида, 7 ваздушних победа
- Масао Канбара, 7 ваздушних победа
- Масао Мијамару, 7 ваздушних победа
- Кациђиро Накано, 7 ваздушних победа
- Томођи Накано, 7 ваздушних победа
- Коичи Огата, 7 ваздушних победа
- Хироши Секугучи, 7 ваздушних победа
- Масао Сугавара, 7 ваздушних победа
- Тадаши Таракума, 7 ваздушних победа
- ? Ватанабе, 7 ваздушних победа
- Јошио Јошида, 7 ваздушних победа
- Сакуђи Хајаши, 6 ваздушних победа
- Фумисуке Икуно, 6 ваздушних победа
- Шизуо Кођима, 6 ваздушних победа
- Широ Куратори, 6 ваздушних победа
- Казунори Мијабе, 6 ваздушних победа
- Нобуђи Негиши, 6 ваздушних победа
- Јашинори Ногуши, 6 ваздушних победа
- Јошио Оиши, 6 ваздушних победа
- Такаши Окамото, 6 ваздушних победа
- Такаши Ошибучи, 6 ваздушних победа
- Јоши-ичи Сасаки, 6 ваздушних победа
- Јошио Шига, 6 ваздушних победа
- Тадао Суми, 6 ваздушних победа
- Шокичи Јонекава, 6 ваздушних победа
- Јошитаро Јошиока, 6 ваздушних победа

### Пилоти са 5 победа
- Јошитугу Арамаки, 5 ваздушних победа
- Јошисуке Арита, 5 ваздушних победа
- Кисађи Бепу, 5 ваздушних победа
- Кихеи Фуџивара, 5 ваздушних победа
- Горо Фуругори, 5 ваздушних победа
- ? Фурукава, 5 ваздушних победа
- Јошишиге Хајаши, 5 ваздушних победа
- Хидеаки Инајама, 5 ваздушних победа
- Сеиђи Ишикава, 5 ваздушних победа
- Тадаши Ишикава, 5 ваздушних победа
- Сусуму Ито, 5 ваздушних победа
- Енђи Какимото, 5 ваздушних победа
- Теизо Канемару, 5 ваздушних победа
- Акира Кавакита, 5 ваздушних победа
- Тошио Мацуура, 5 ваздушних победа
- Масахиро Мицуда, 5 ваздушних победа
- Јутака Мориока, 5 ваздушних победа
- Јошимицу Нака, 5 ваздушних победа
- Мацуми Накано, 5 ваздушних победа
- ? Нишикијо, 5 ваздушних победа
- Ханношин Нишио, 5 ваздушних победа
- Масахару Нишиваки, 5 ваздушних победа
- Наојуки Огата, 5 ваздушних победа
- Хидео Оиши, 5 ваздушних победа
- Гонноши Сато, 5 ваздушних победа
- Минору Сузуки, 5 ваздушних победа
- Тацуо Таканаши, 5 ваздушних победа
- Јошихико Такенака, 5 ваздушних победа
- Шимизу Такеши, 5 ваздушних победа
- Тојомицу Цуђиноуе, 5 ваздушних победа
- Томацу Јокојама, 5 ваздушних победа